# Tallskärsrevet
Tallskärsrevet (finska: Mäntykarinrivi) är en ö i Finland.   Den ligger i kommunen Helsingfors i den ekonomiska regionen  Helsingfors  och landskapet Nyland, i den södra delen av landet, 6 km söder om huvudstaden Helsingfors.